# Alter Friedhof (Ulm)

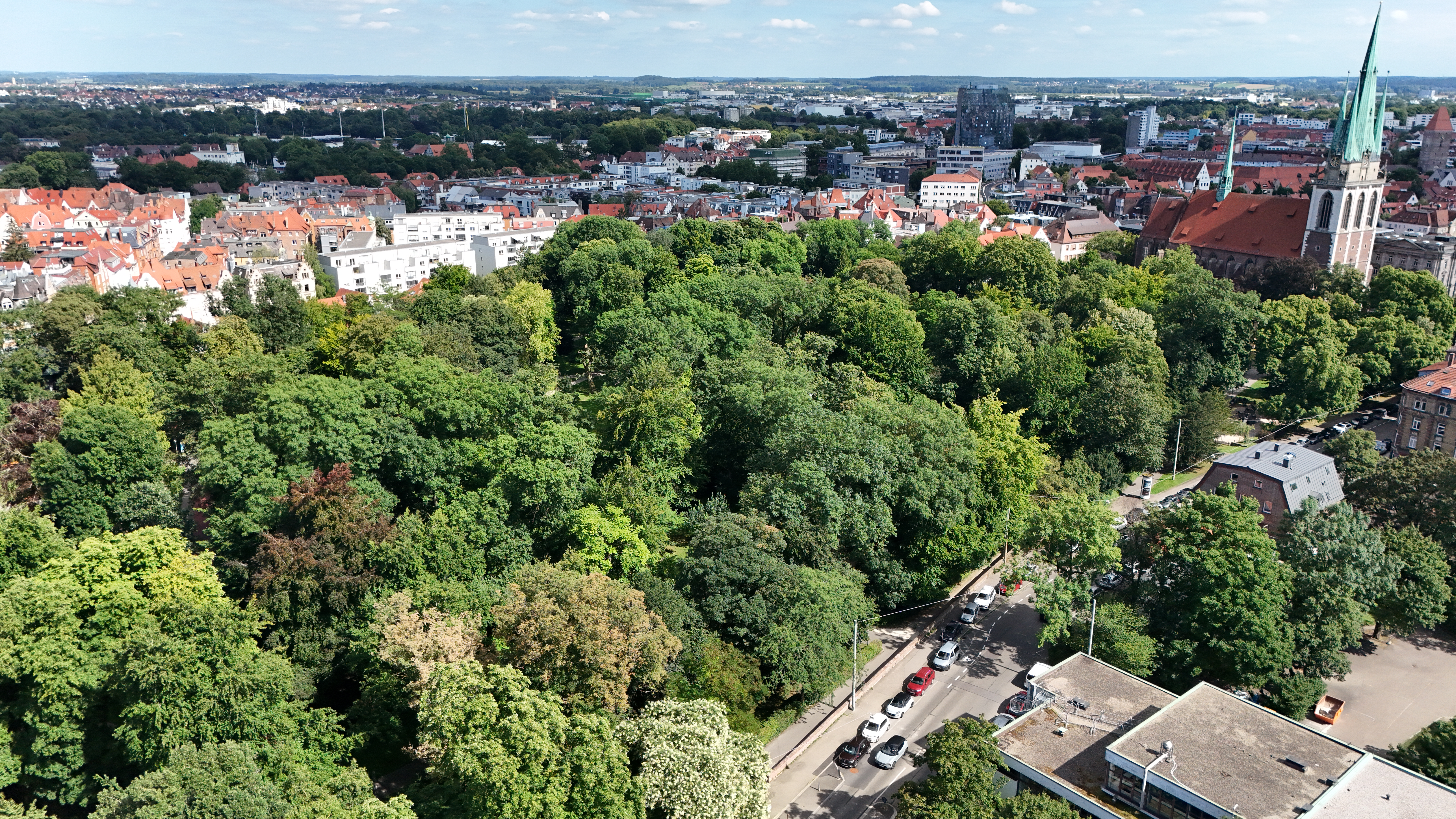
Gelände des Alten Friedhofs mit St. Georgskirche

Der ehemalige Alte Friedhof, auch Allerheiligen-Friedhof in Ulm ist eine Parkanlage zwischen Georgs- und Pauluskirche. Sie befindet sich zwischen Stadtmitte und Oststadt.

## Parkanlage

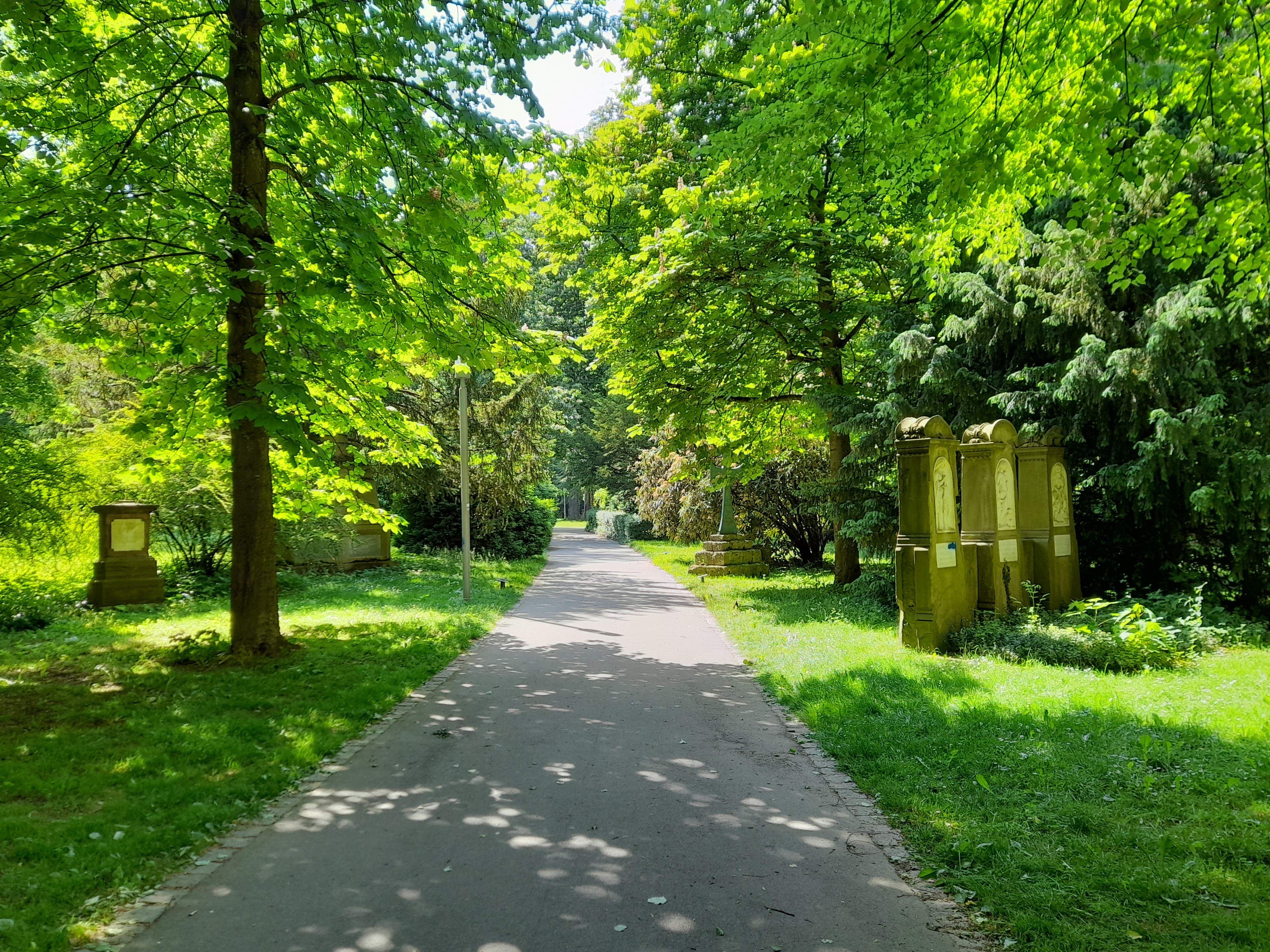

Nach der Schließung des Friedhofes zum 1. Januar 1899 wurde er zur öffentlichen Grünanlage umgewidmet. Bedingt durch zwei Weltkriege und Vernachlässigung lag die Fläche zunehmend brach. 1949 wurde die Fläche als Park freigegeben. Im Jahr 2011 begann die Stadt Ulm mit der umfassenden Sanierung des Alten Friedhofs und seiner Umgestaltung. Die Arbeiten wurden 2015 abgeschlossen. Auf dem Gelände wurde außerdem ein Spielplatz geschaffen.

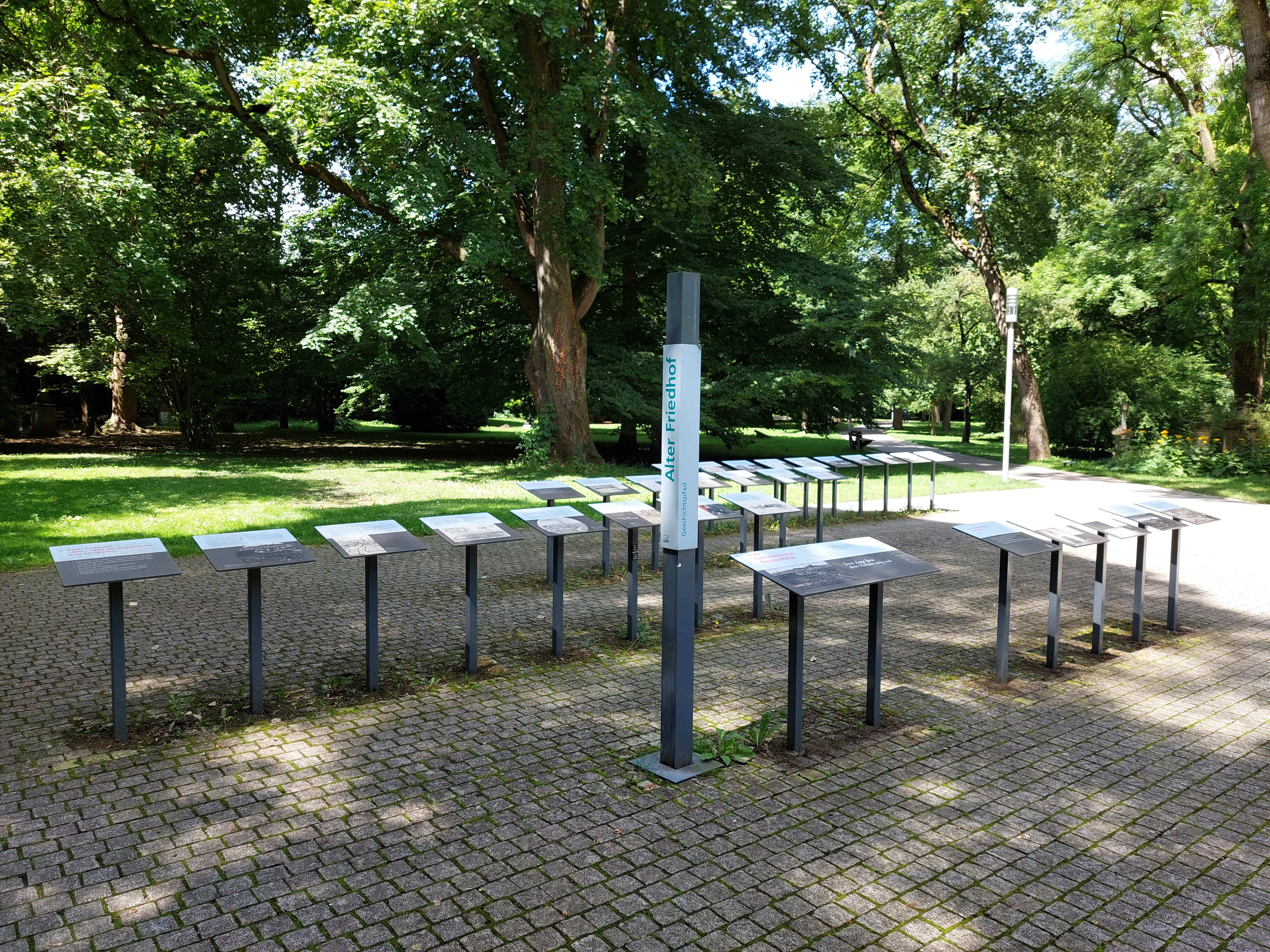

Das etwa 250 × 170 Meter große Areal des ehemaligen Friedhofs an der Straßenostseite ist streckenweise von Backsteinmauern eingefasst. Von den früheren Grabmalen sind nur noch etwa fünf Prozent erhalten, im Ganzen 145 Steine. Auf dem Gelände stehen zahlreiche Grabmale namhafter Ulmer. 31 Grabsteine des 16. bis 18. Jahrhunderts befinden sich an der Friedhofskapelle, ein weiterer am Transformatorenhäuschen daneben. In der Grünanlage findet sich eine große Anzahl Grabdenkmale des 19. Jahrhunderts, manche in einer bis ins Mittelalter zurückreichenden Familientradition. Auf dem entsprechenden Parkteil bei der Pauluskirche, durch eine Mauer von der Kirche und durch einen Fahrrad- und Fußweg vom christlichen Teil des Friedhofs getrennt, sind insgesamt 14 jüdische Grabsteine wieder aufgestellt. Sie gehören zum Alten Israelitischen Friedhof, der sich an dieser Stelle befunden hatte.
Der Park ist in seiner Sachgesamtheit als Kulturdenkmal eingetragen. Über das Gelände führt ein Geschichtspfad. 40 Tafeln an Grabmälern erinnern mit einem Kurzportrait an die dort begrabenen Persönlichkeiten. Zwei Info-Tafeln informieren über die wechselhafte Geschichte des Israelitischen Friedhofs.

## Geschichte des Friedhofs

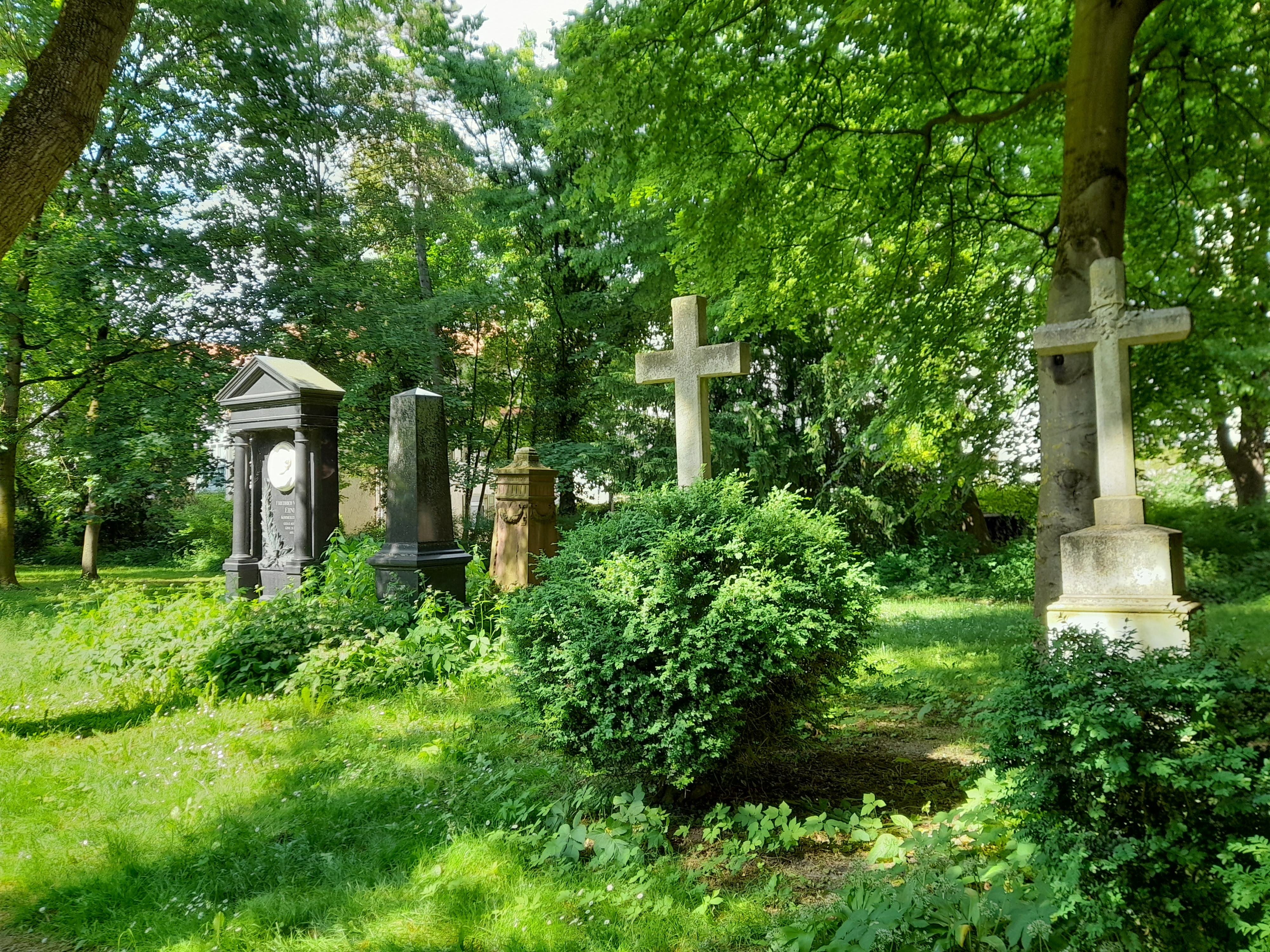

Viele Jahrhunderte diente das vier Hektar große Areal der Reichsstadt Ulm als Begräbnisort. Im Südteil stand bis 1377 die angeblich um das Jahr 600 erbaute spätere Ulmer Pfarrkirche samt einer nach 1372 gebauten Allerheiligenkapelle im ummauerten Friedhof. 1634 wurde der Friedhof nach Norden erweitert. Bis in das 19. Jahrhundert lag der Kirchhof ungeschützt außerhalb der Stadtmauern. Er gehörte zur Vorgängerkirche des Ulmer Münsters, der Kirche „Unserer lieben Frau“. Die Ulmer Patrizier hatten dort ihre Erbbegräbnisse mit prachtvollen Grabanlagen. Seit der Reformation der allein zulässige Ulmer Friedhof, war dieser Jahrhunderte lang zweigeteilt in einen vornehmeren und einen weniger angesehenen Teil.
Mit der Aufklärung und dem Ende der Reichsstadtzeit wurden tiefgreifende Neuerungen durchgeführt. 1840 gingen alle Friedhofsrechte an die Stadt über, die von da an Grabfelder abräumen und einebnen ließ. Im 19. Jahrhundert wurde auf dem Areal ein katholischer und ein israelitischer Friedhof angelegt, für den in den Jahren 1853 und 1876 geringfügige Erweiterungen des bestehenden Friedhofs vorgenommen wurden. Es wurden Friedhofsmauern, ein Leichenhaus und eine Kapelle gebaut sowie Pläne für eine Neuordnung des Friedhofes entworfen. Um 1910/11 wurden weitere Grabsteine entfernt und teilweise in die Außenwände der Kapelle an der heutigen Frauenstraße 80 gemauert. In den Jahren 1908 bis 1910 wurde direkt neben dem jüdischen Abteil des Friedhofs die als Garnisonkirche angelegte evangelische Pauluskirche mit zwei über 50 Meter hohen Türmen gebaut.
In der Zeit des Nationalsozialismus wurden im April 1936 auf dem alten jüdischen Friedhof etwa 15 Grabsteine stark beschädigt. Später wurden die Grabsteine des israelitischen Friedhofs abgeräumt, ebenso die mittelalterlichen Grabsteine an der Friedhofsmauer, und 1943 erfolgte die „Übernahme“ des Grundstücks in den Besitz der Stadt. 1945 war der Friedhof völlig zerstört.

## Bauwerke

Friedenstraße 11
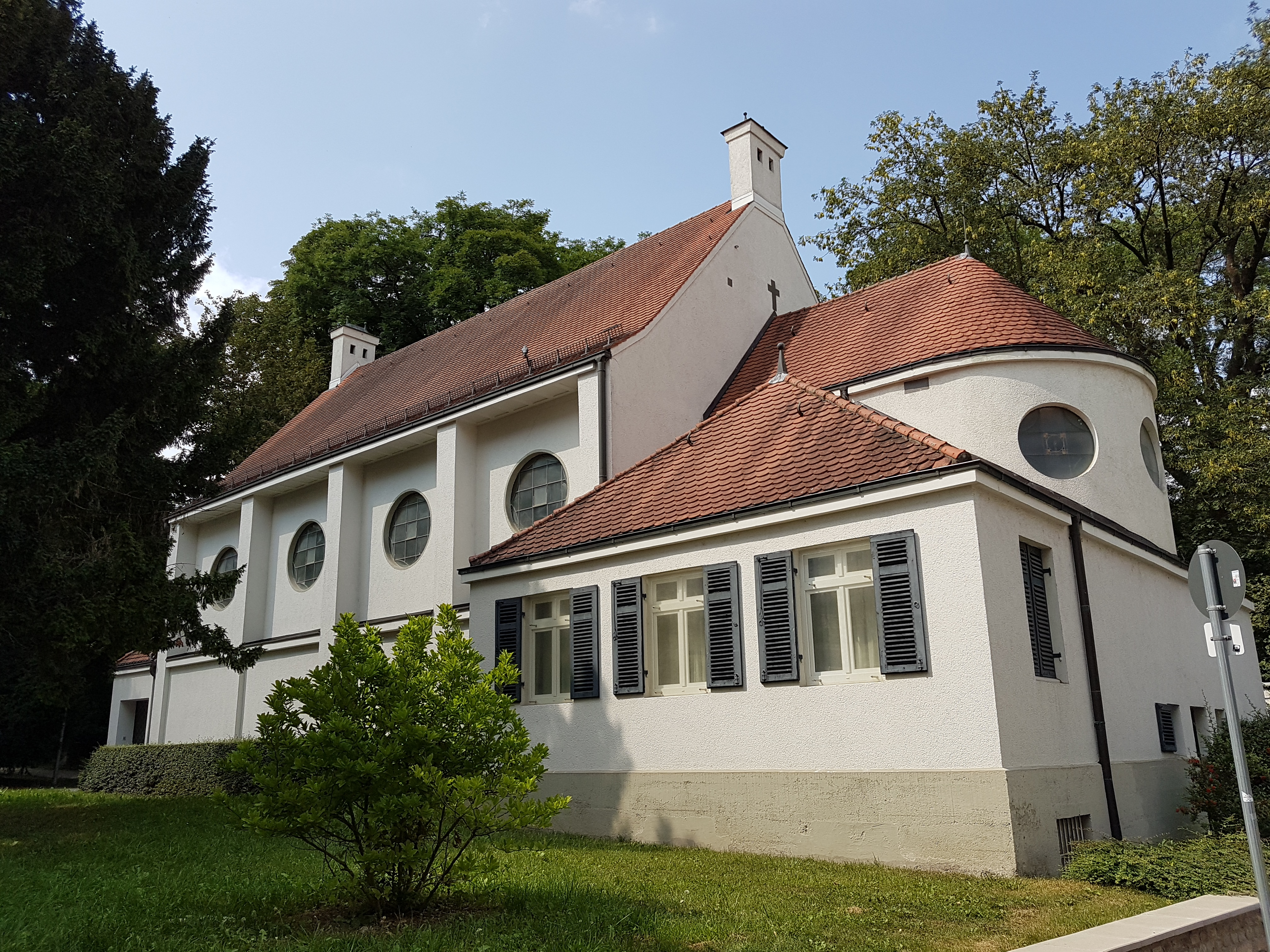
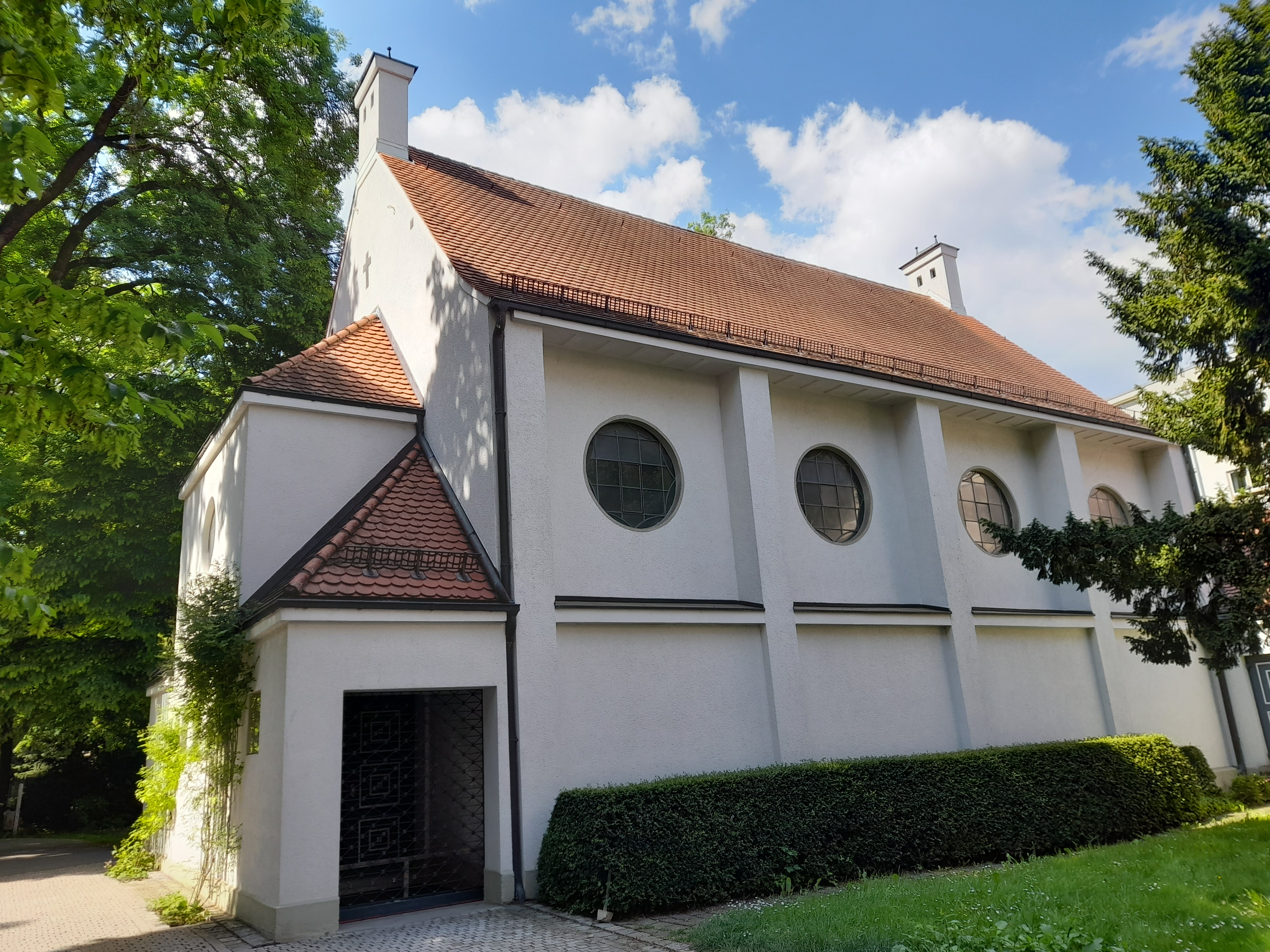

Bereits vor 1812 standen auf dem katholischen und dem evangelischen Teil des Friedhofes je ein Totengräberhäuschen zum Aufenthalt und für die Werkzeuge der Arbeiter. Das eingeschossige, gemauerte katholische Häuschen wurde um 1835 wegen einer befürchteten Cholera-Epidemie zu einem Leichenhaus umgebaut und 1838 eröffnet. Die Friedhofserweiterung Ende der 1860er Jahre führte zum Bau eines weiteren, repräsentativen Leichenhauses, das nur bis zur Schließung des Friedhofes 1898 genutzt und 1903 abgerissen wurde. Die katholisch-apostolische Kapelle an der Friedenstrasse 11 wurde 1907 an der Stelle des abgerissenen Leichenhauses im Südosten des Friedhofes erbaut. Entworfen wurde sie von dem Architekten Theodor Veil, dem Büroleiter des Düsseldorfer Architekten Peter Behrens. Das Bauwerk markiert in seiner „grafisch strengen Ausrichtung bereits die Abkehr von der Formensprache des Jugendstils, der eigentlich erst mit dem Ersten Weltkrieg endete“.

Frauenstraße 80
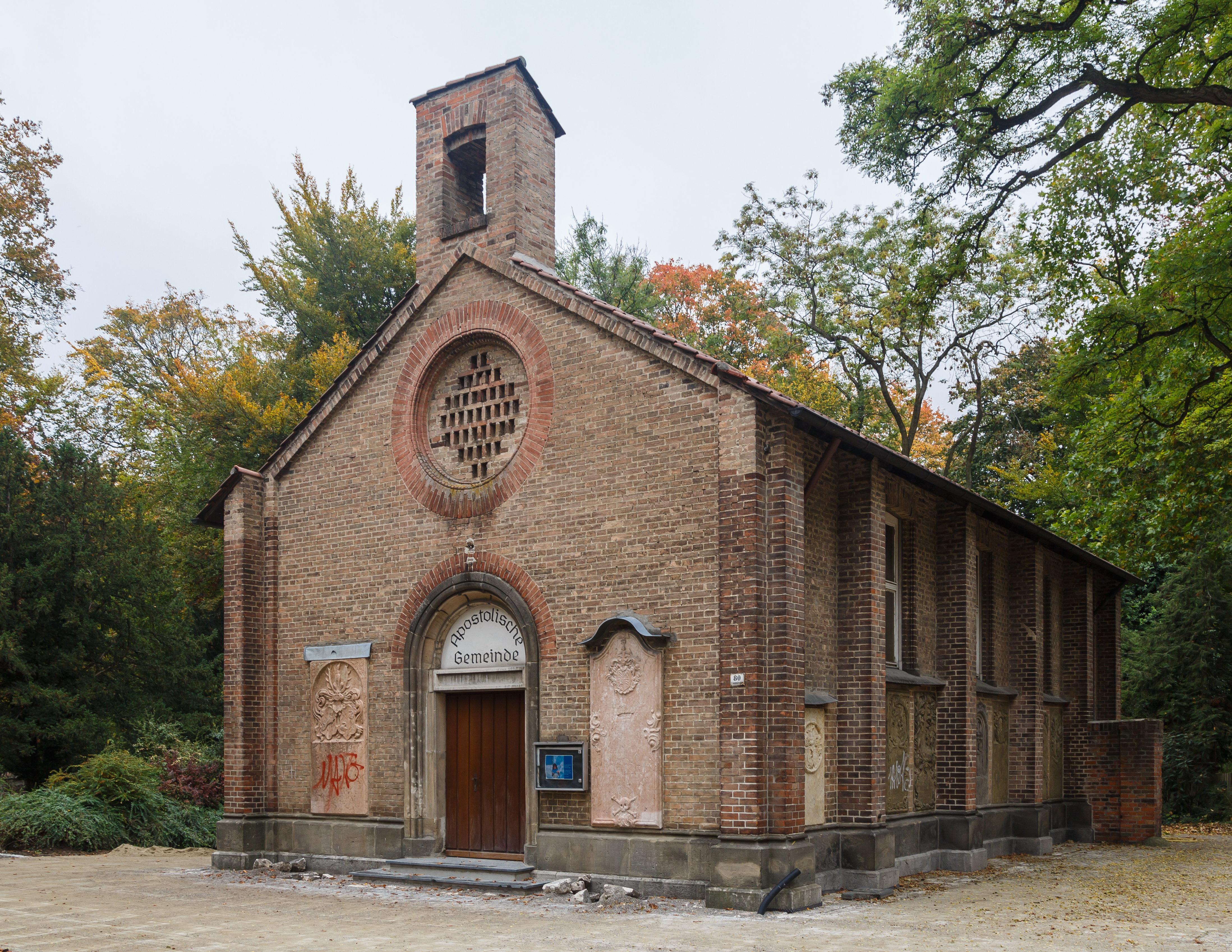
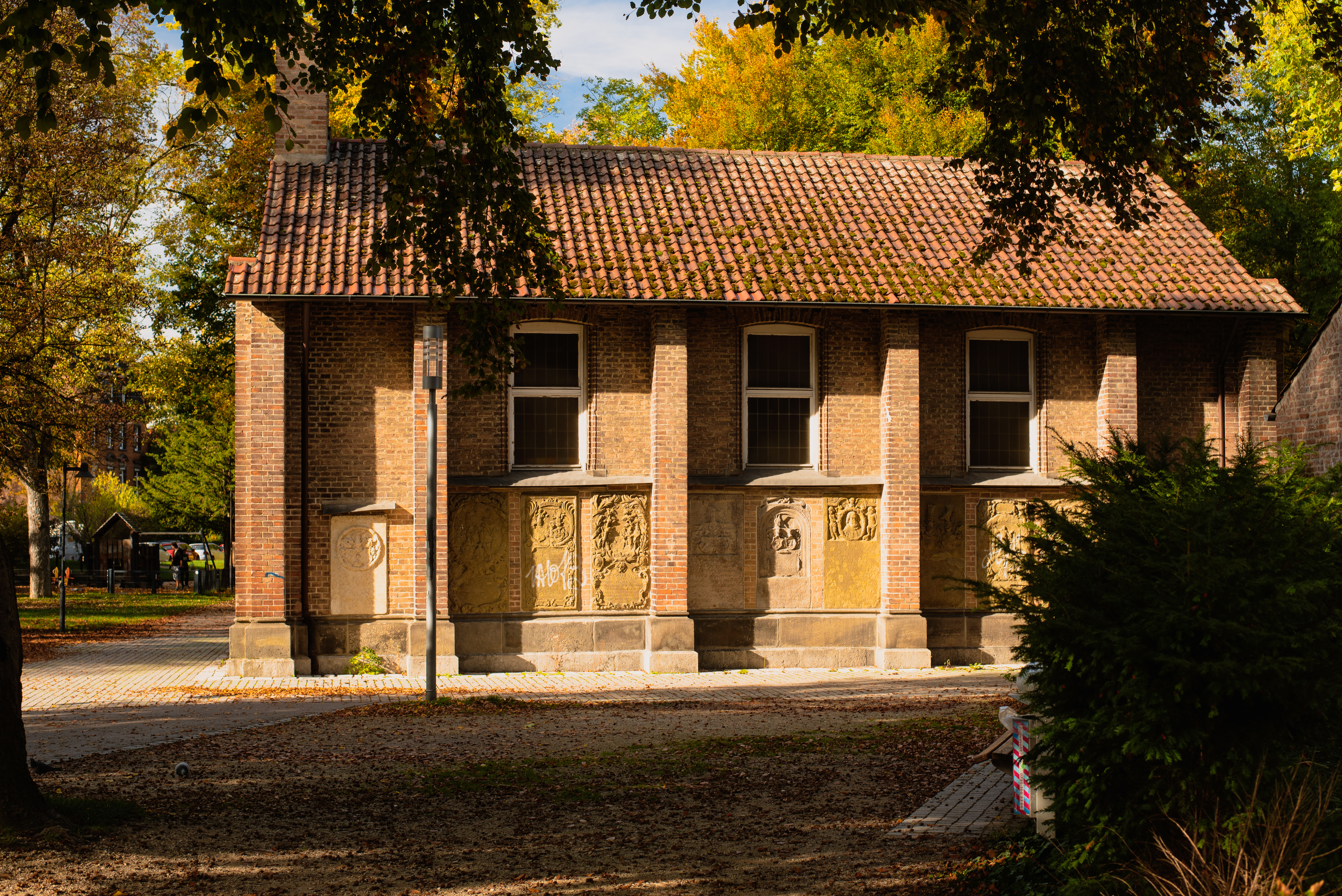
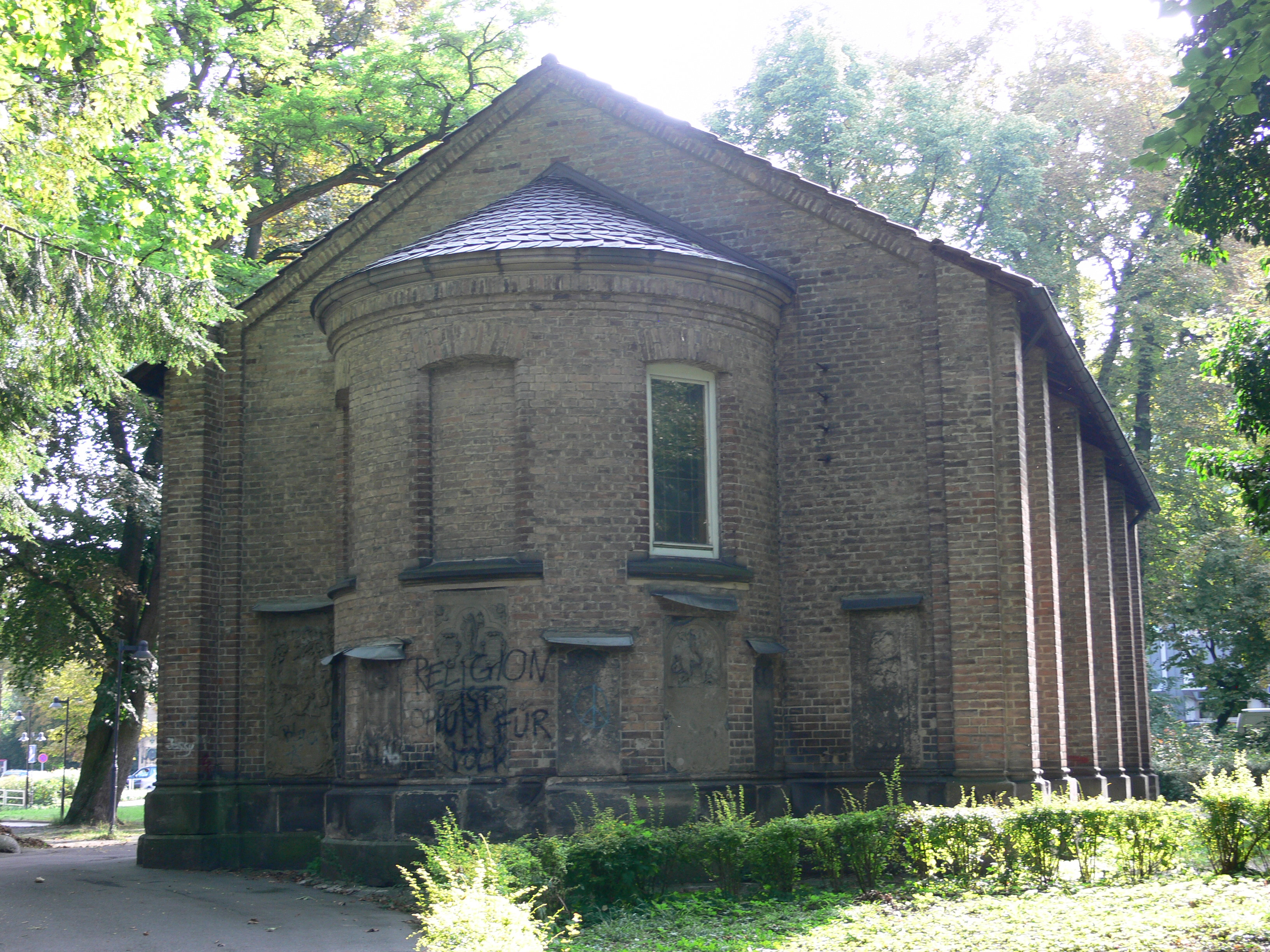

Mit den seit 1846 durchgeführten Sammlungen der evangelischen Ulmer Einwohner und Unterstützung der Stadtkasse  wurde 1870 eine evangelische Kapelle erbaut. Das Gebäude befindet sich an der heutigen Frauenstraße 80 an der Südwestecke des Friedhofs. Münsterbaumeister Ferdinand Thrän entwarf das Gebäude im neuromanischen Stil. Im Zweiten Weltkrieg brannte es aus und wurde nach Kriegsende in veränderter Form wieder aufgebaut.

## Grabstätten
Gräber bekannter Persönlichkeiten und/oder erhaltene Grabsteine (Auswahl):
- Friedrich Wilhelm Ludwig Aichele
- Pauline Weiss Aichele

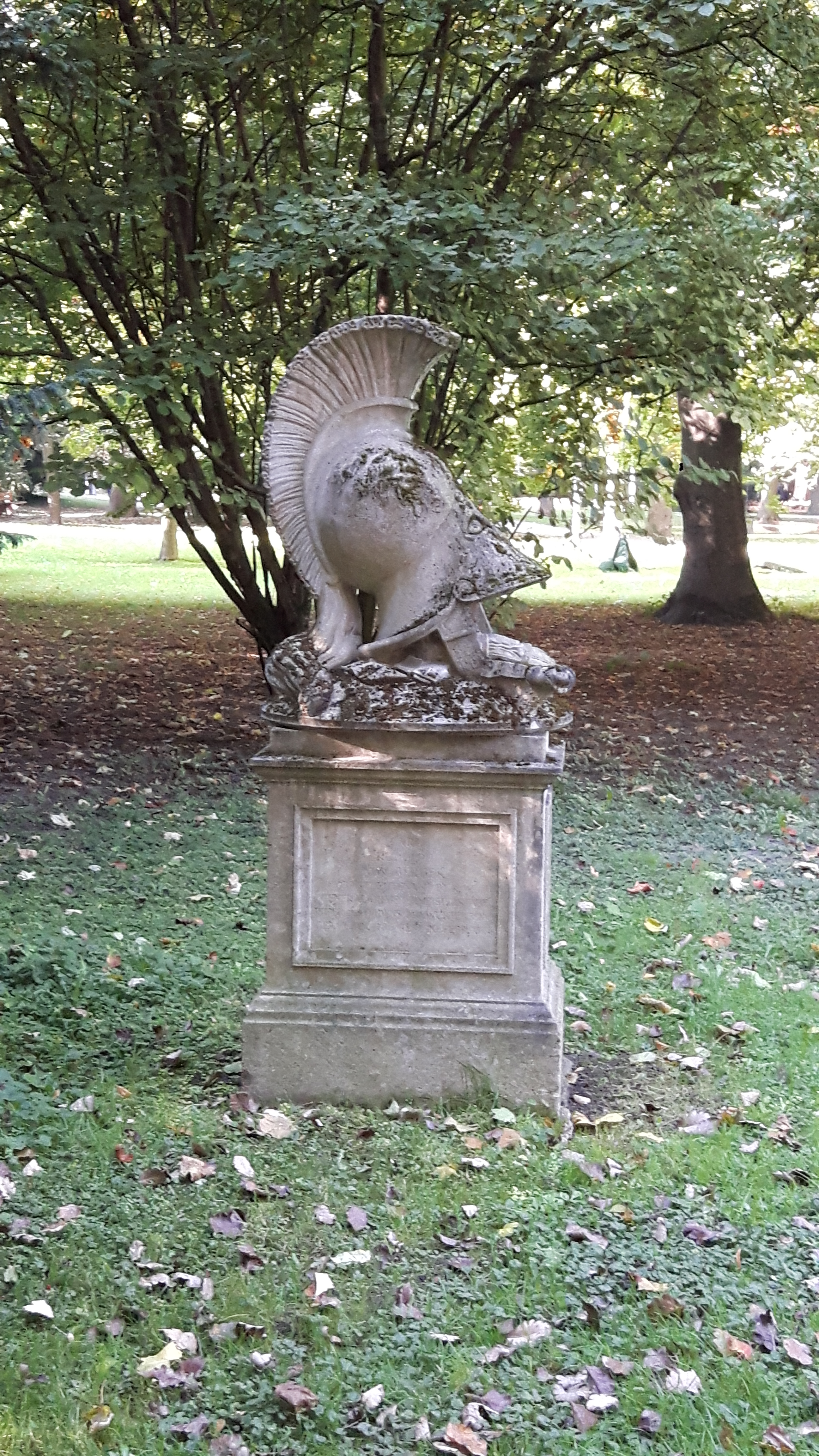
Grabstein Carl Rudolph von Berger

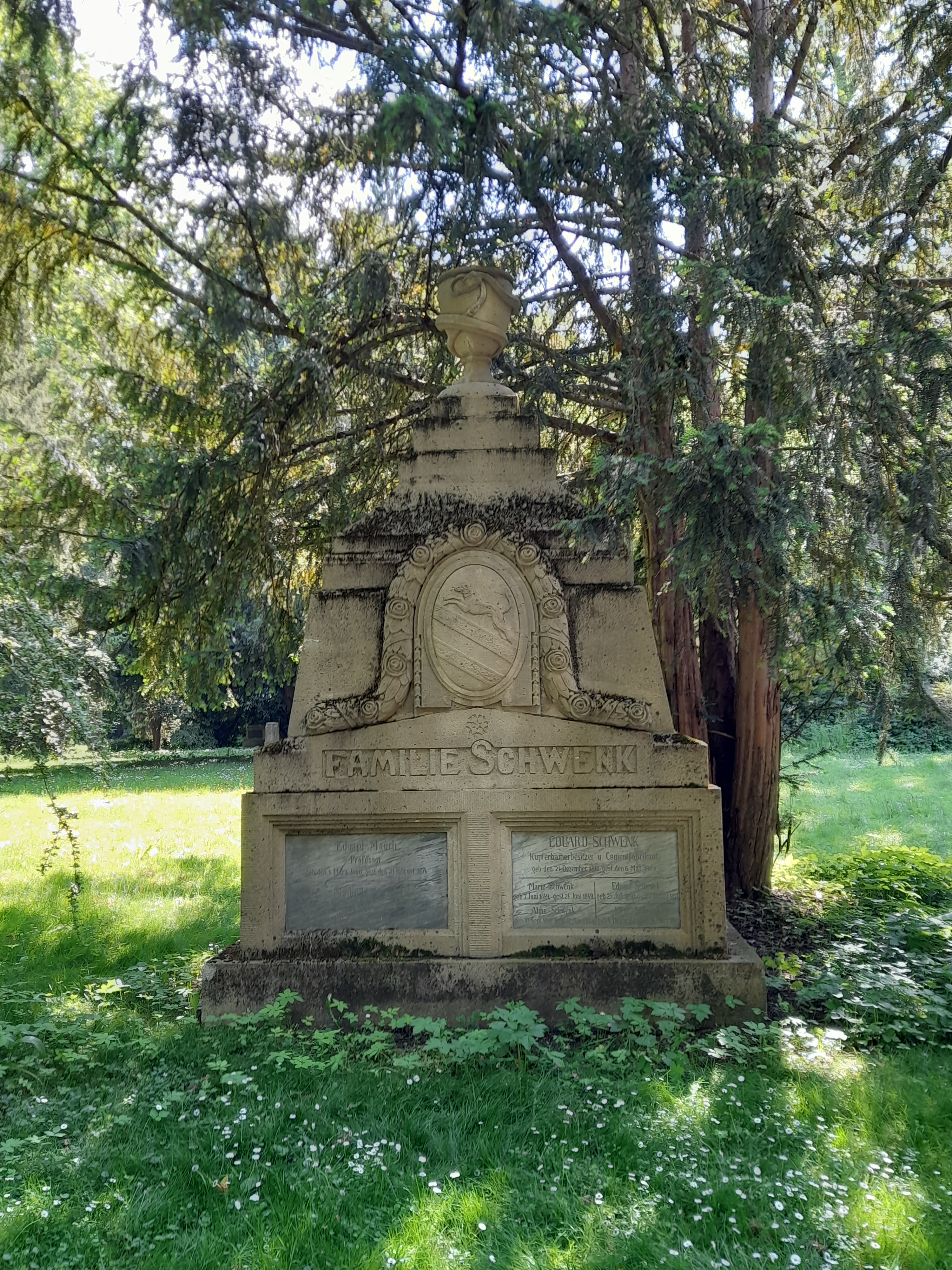
Grabstein Eduard und Marie Schwenk, Eduard Mauch

- Philipp  Graf von Arco (1775–1805)
- Ernst Otto von Arlt (1818–1892)
- Johann Friedrich von Bach (1788–1852)
- Carl Rudolf Berger (1786–1845)
- Karoline Burglen Heim (1836–1860)
- Katharine Burglen Dorothea (1833–1880)
- Fortunat Konrad Fauler (1775–1827)
- Ludwig Georg Dietrich Freiherr von Gaisberg-Schöckingen (1785–1864)
- Johannes Häckhel († 1775)
- Ludwig Albrecht Häckhel († 1775)
- Carl/Karl von Heim (1820–1895)
- Iakobine Heim Heim (1820–1854)
- Fanny Fischer von Knoerzer (1818–1892)
- Karl von Knoerzer (1814–1889)
- Friedrich Lebsanft (1842–1894)
- Julius Leube (1815–1891)
- Gustav Ernst Leube (1808–1881)
- Johann Wilhelm von Leube (1799–1881)
- Conrad Dietrich Magirus (1824–1895)
- Gustav Adolf Malte[13]
- Eduard Mauch (1800–1874)
- Johann Martin Miller (1750–1814)
- Helene Moos Einstein (1814–1887)
- Johann Michael “John” Mueller (1794–1850)
- Abraham Ruppert Einstein (1808–1868)
- Johann George Schillingers (1764–1828)
- Catharina Elisabetha Bürcklin Schillingers (1762–1803)
- Johann Peter Spaeder (1801–1885)
- Ferdinand von Steinbeis (1807–1893)
- Eduard Schwenk (1812–1869)
- Marie Schwenk (1828–1904)
- Philipp Jakob Wieland (1793–1873)
- Franziska (Fanny) von Stockmayer Wieland (1806–1860)
- Louis Philipp Jacob Wieland (1831–1855)
- Christoph Leonhard Wolbach (1783–1872)[5][14][15]

Grabsteine im Park
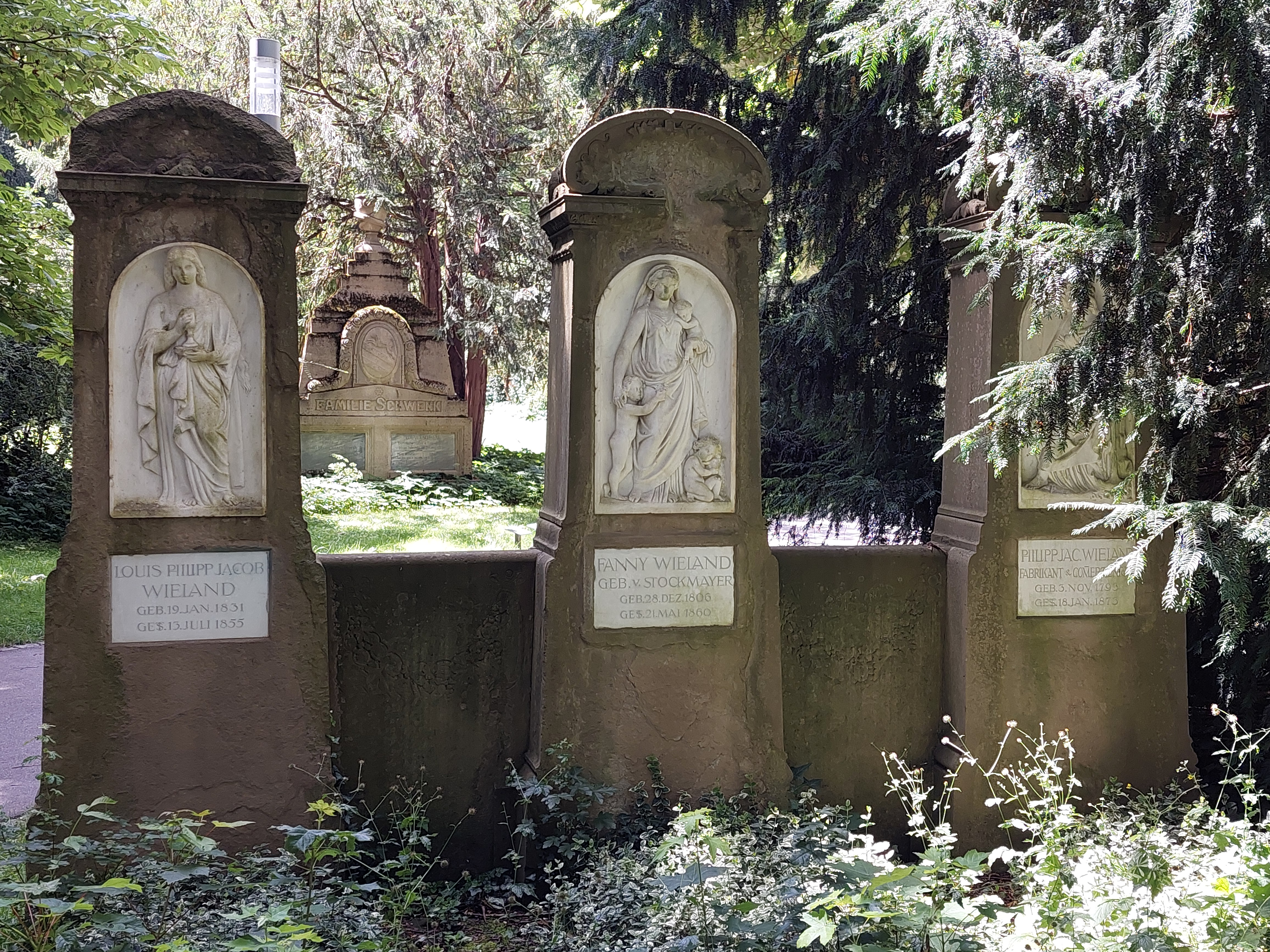
Familie Wieland
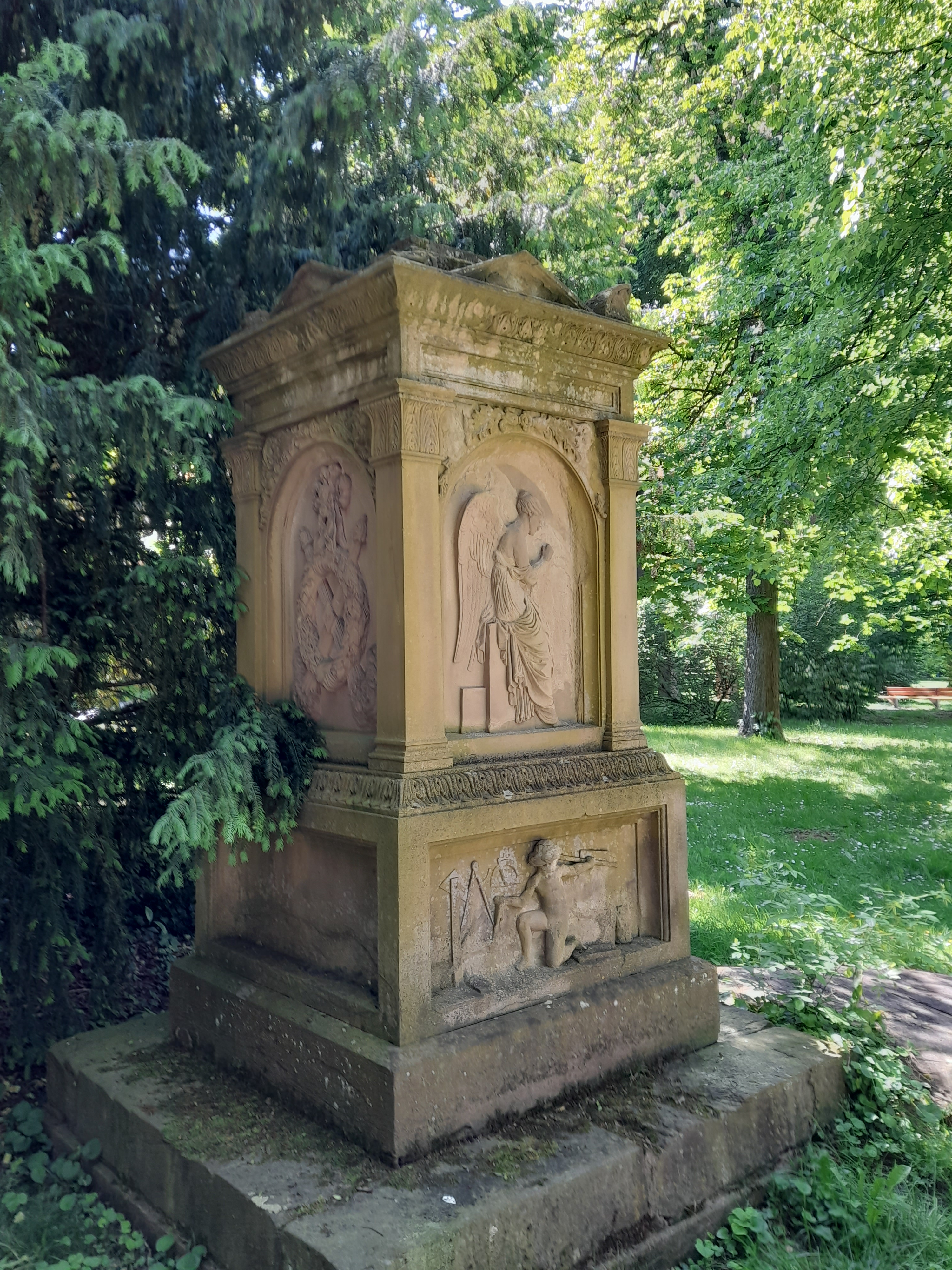
Georg Peter Cramer und Familie
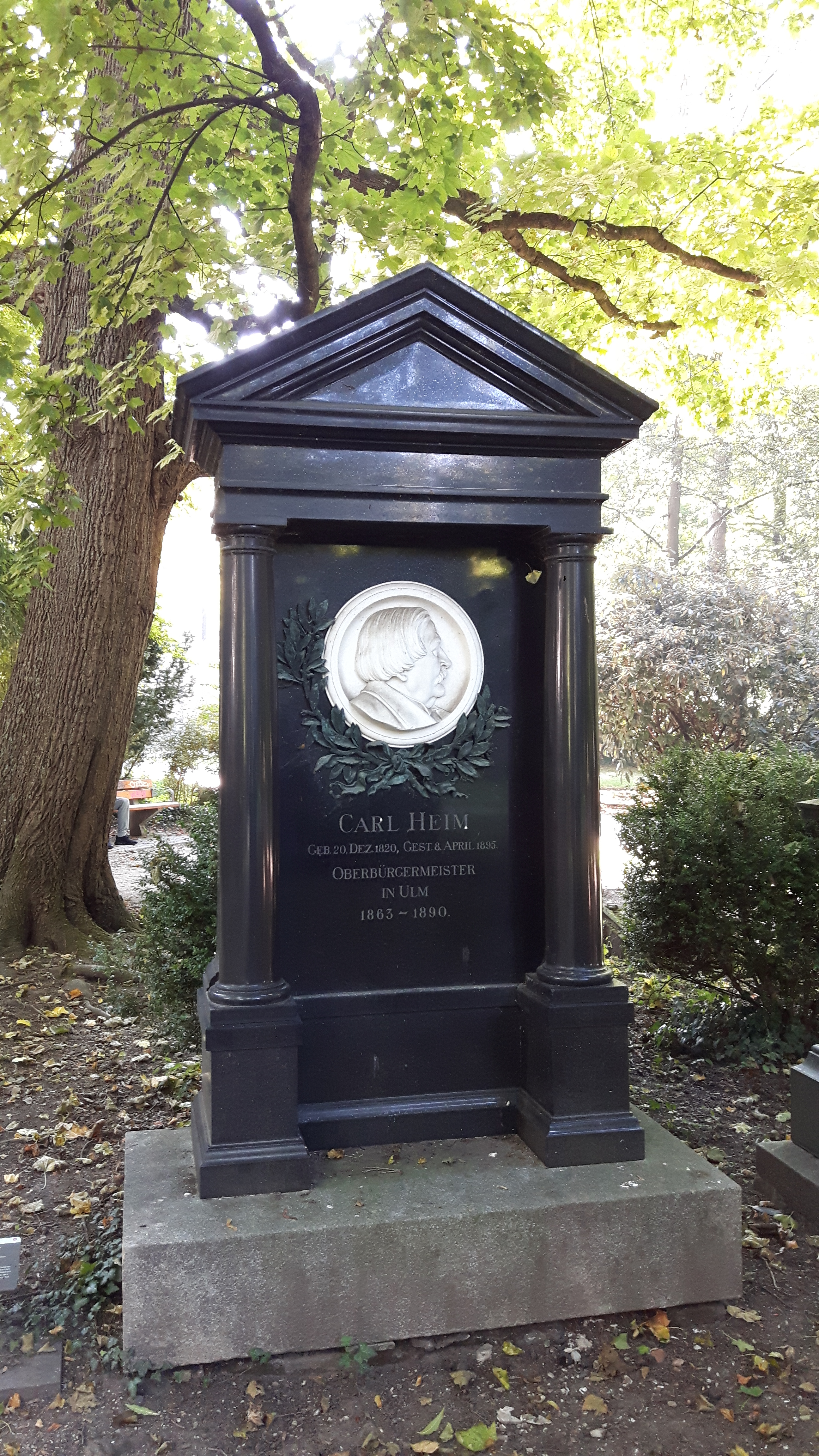
Carl Heim
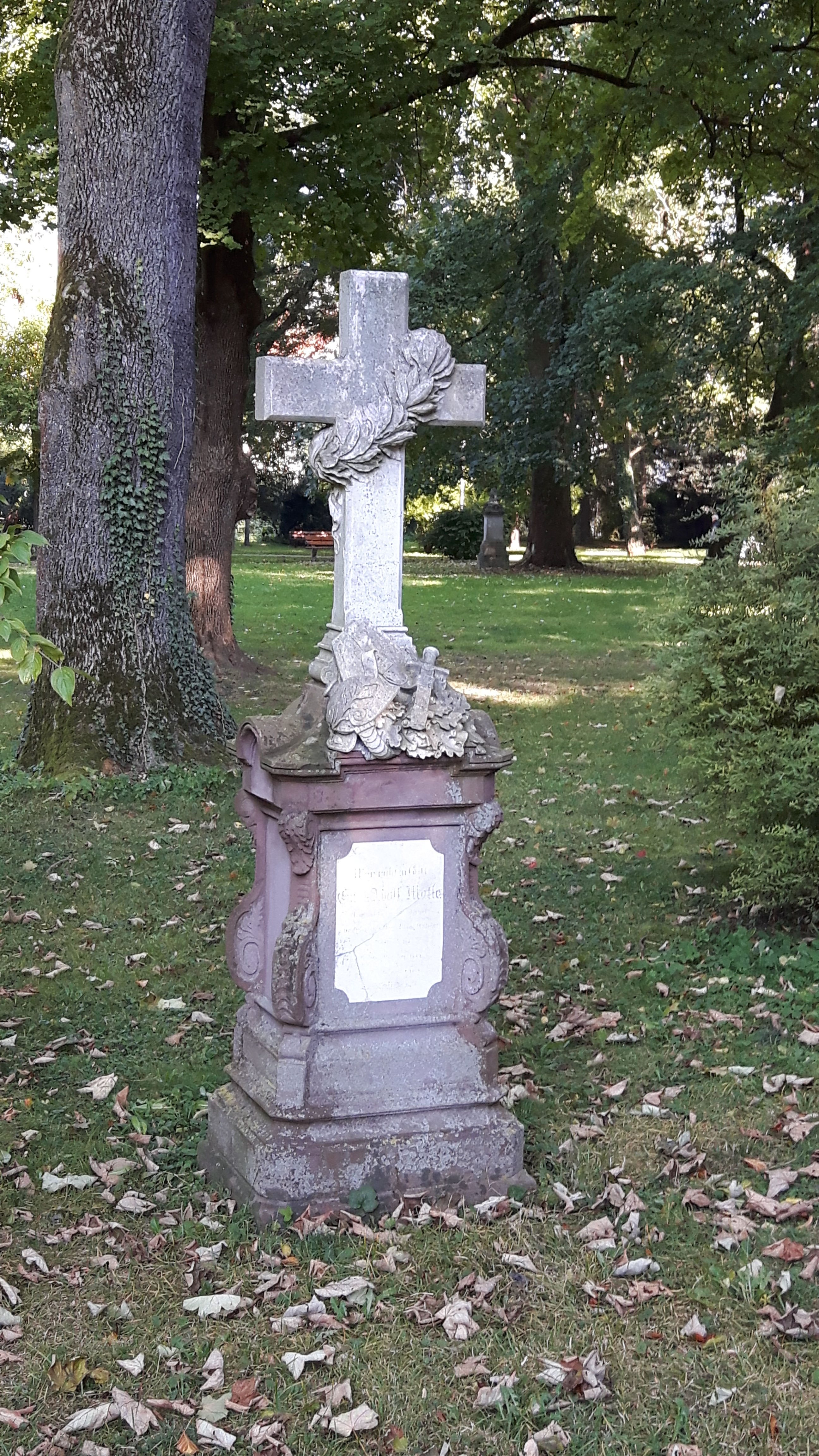
Gustav Adolf Maile
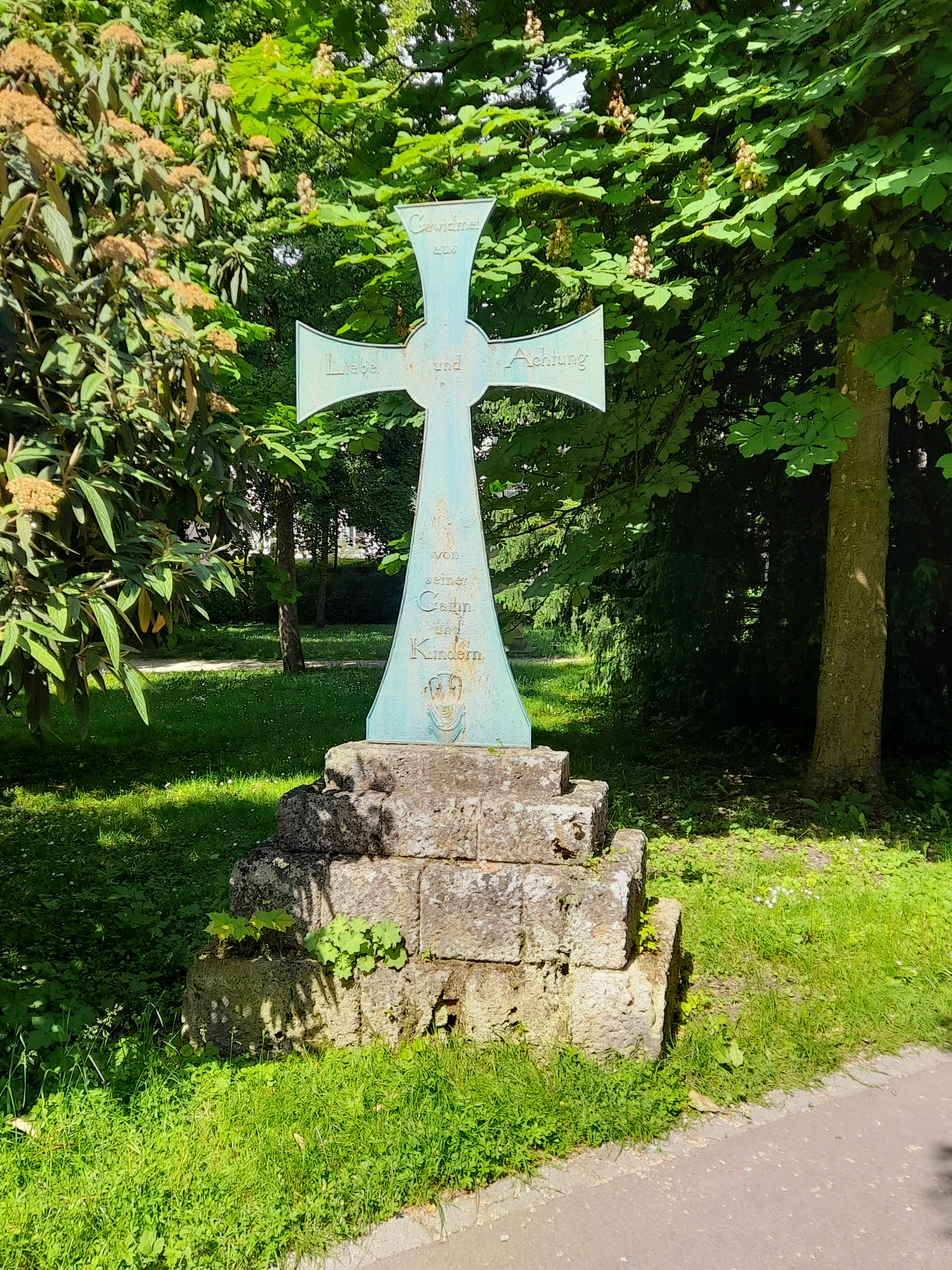
Johann Martin Miller
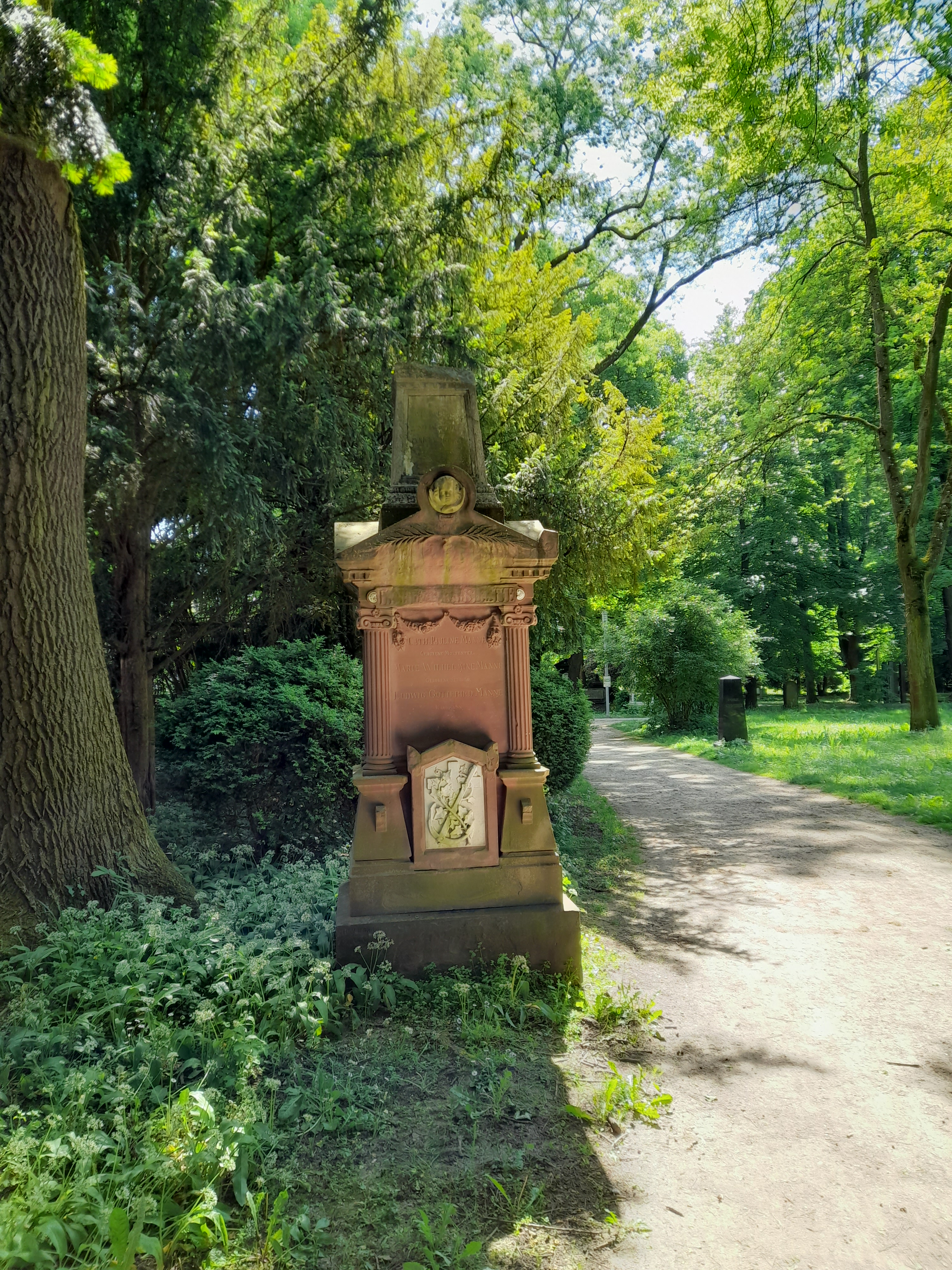
Familie Manne, Molfenter
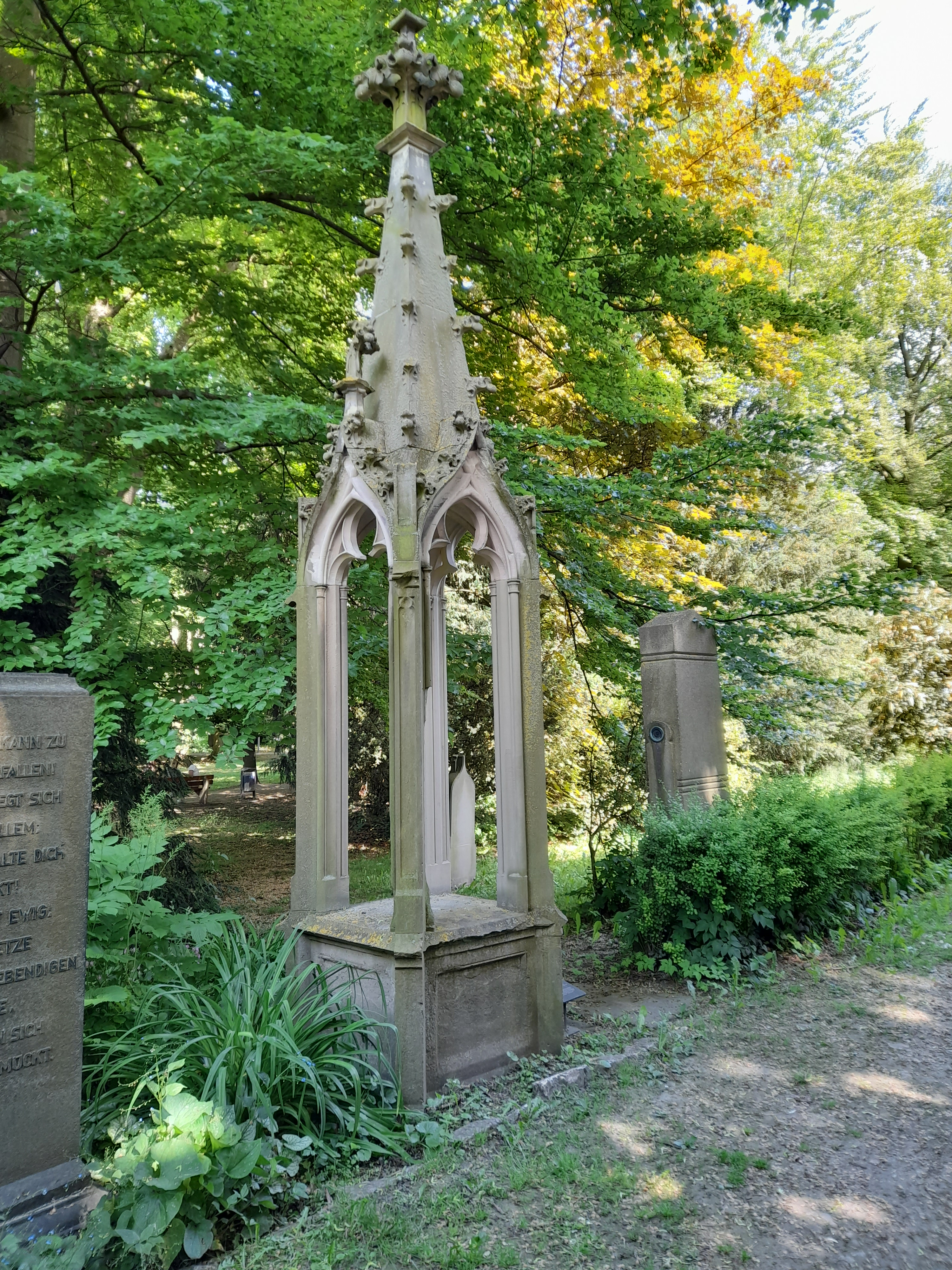
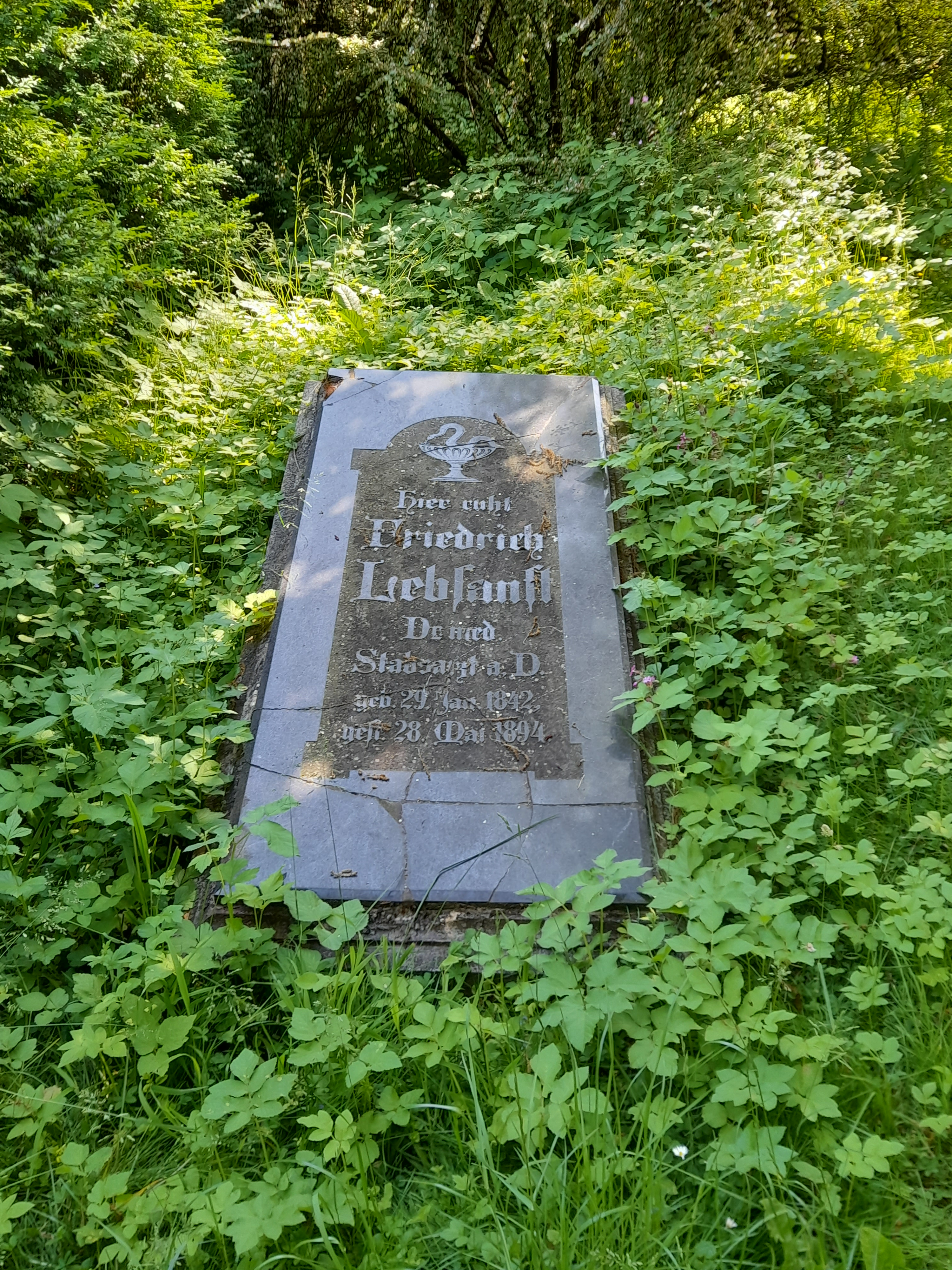
Friedrich Lebsanft

Grabsteine an der Kapelle
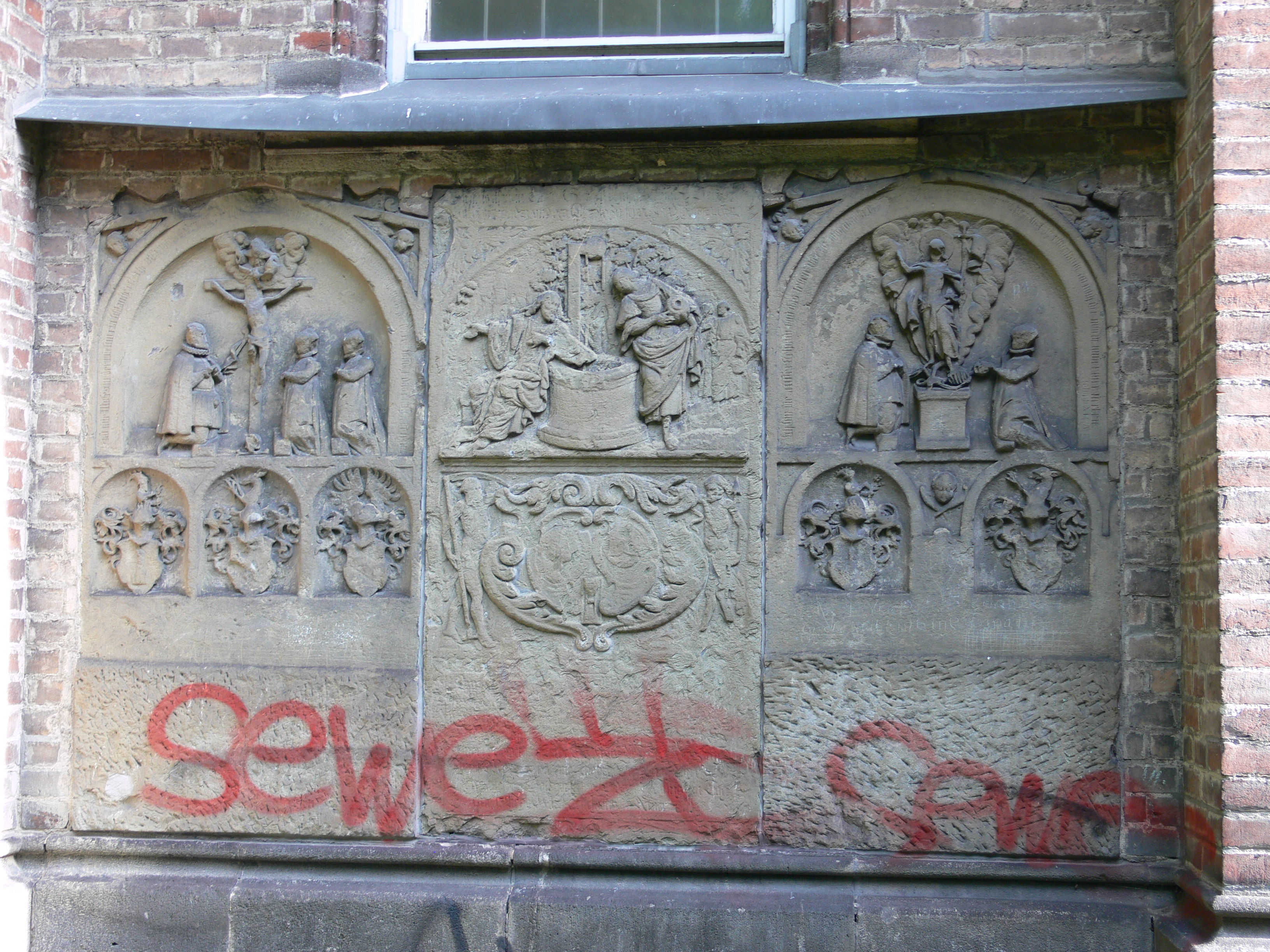
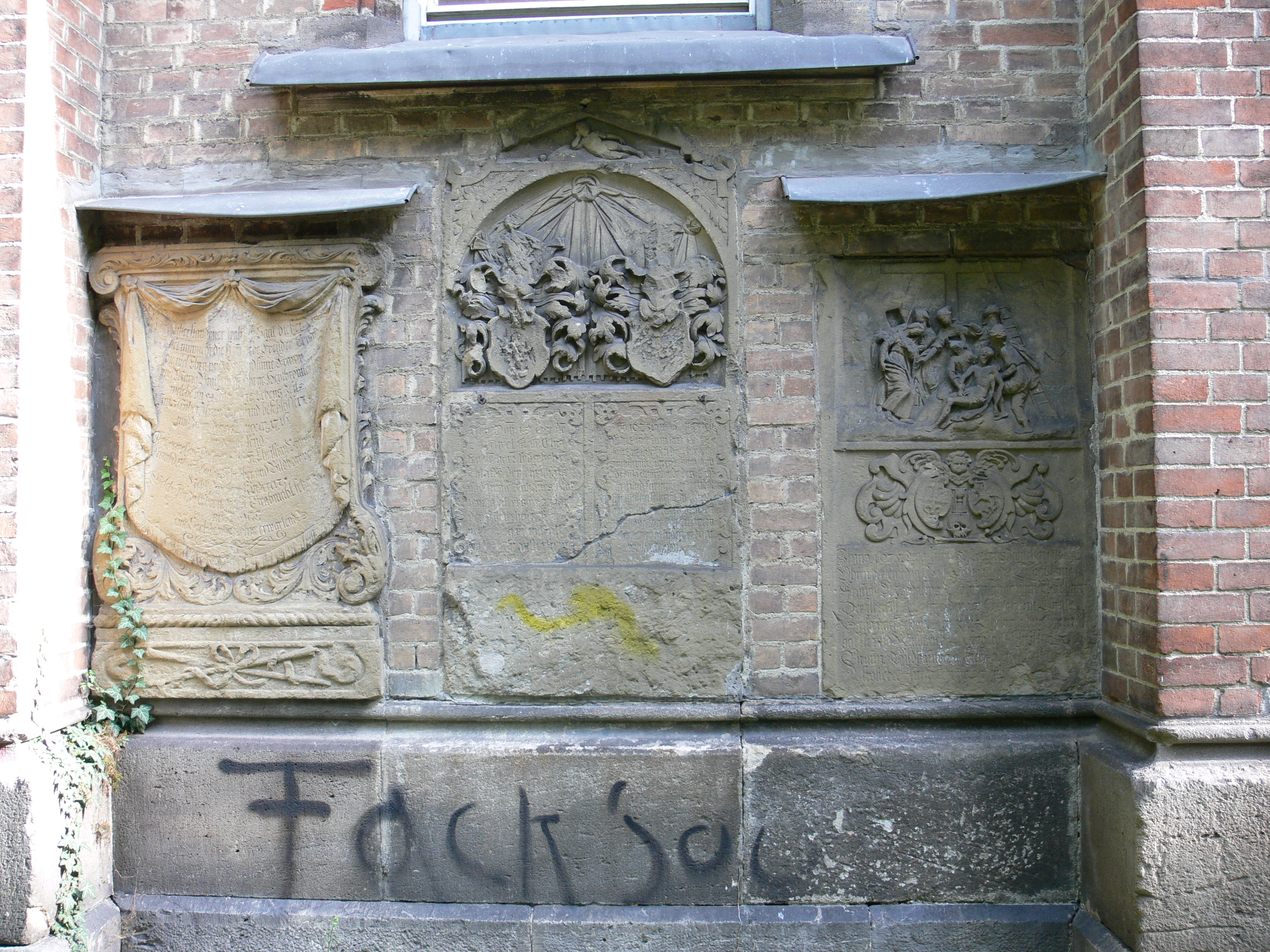
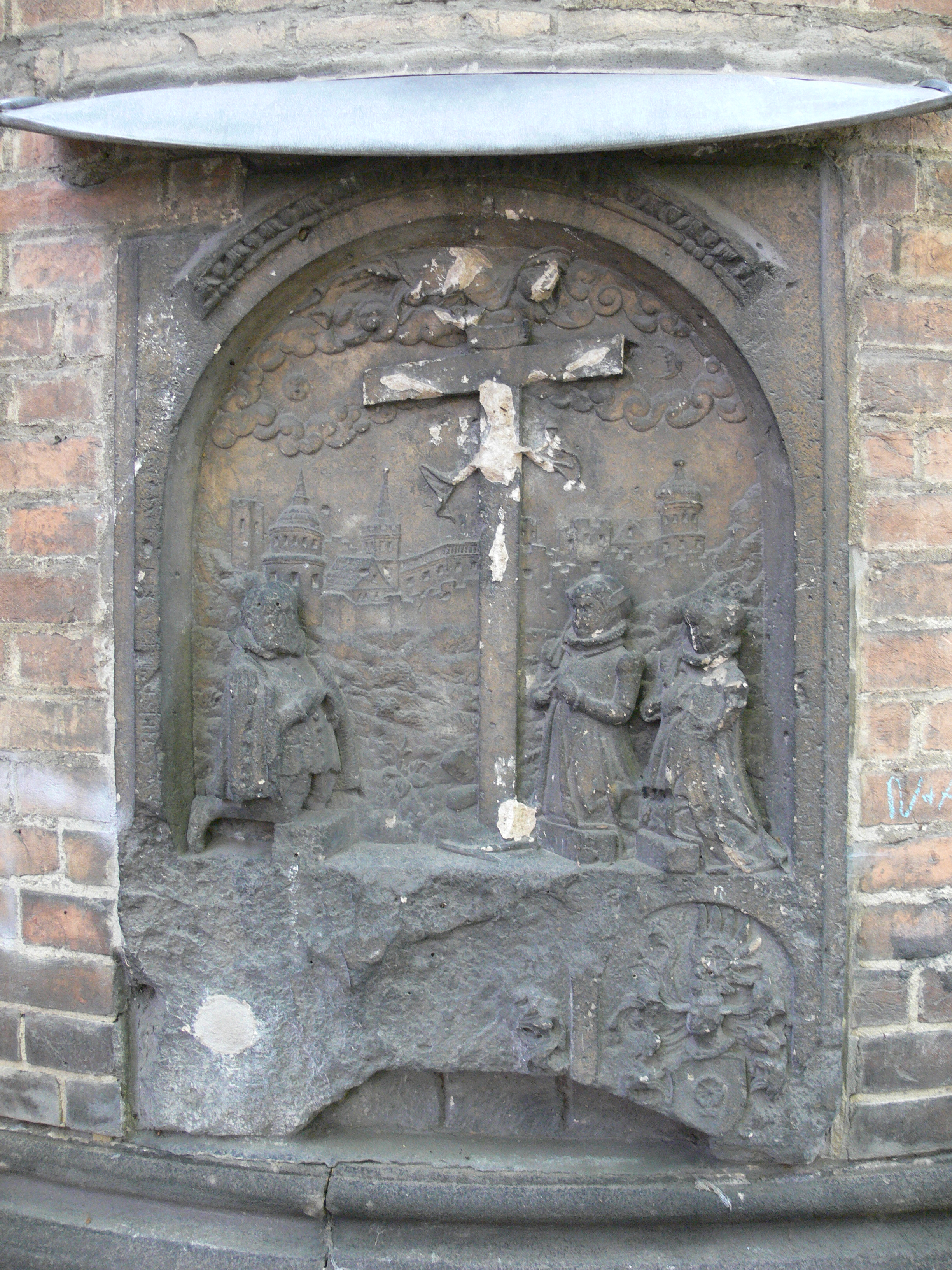
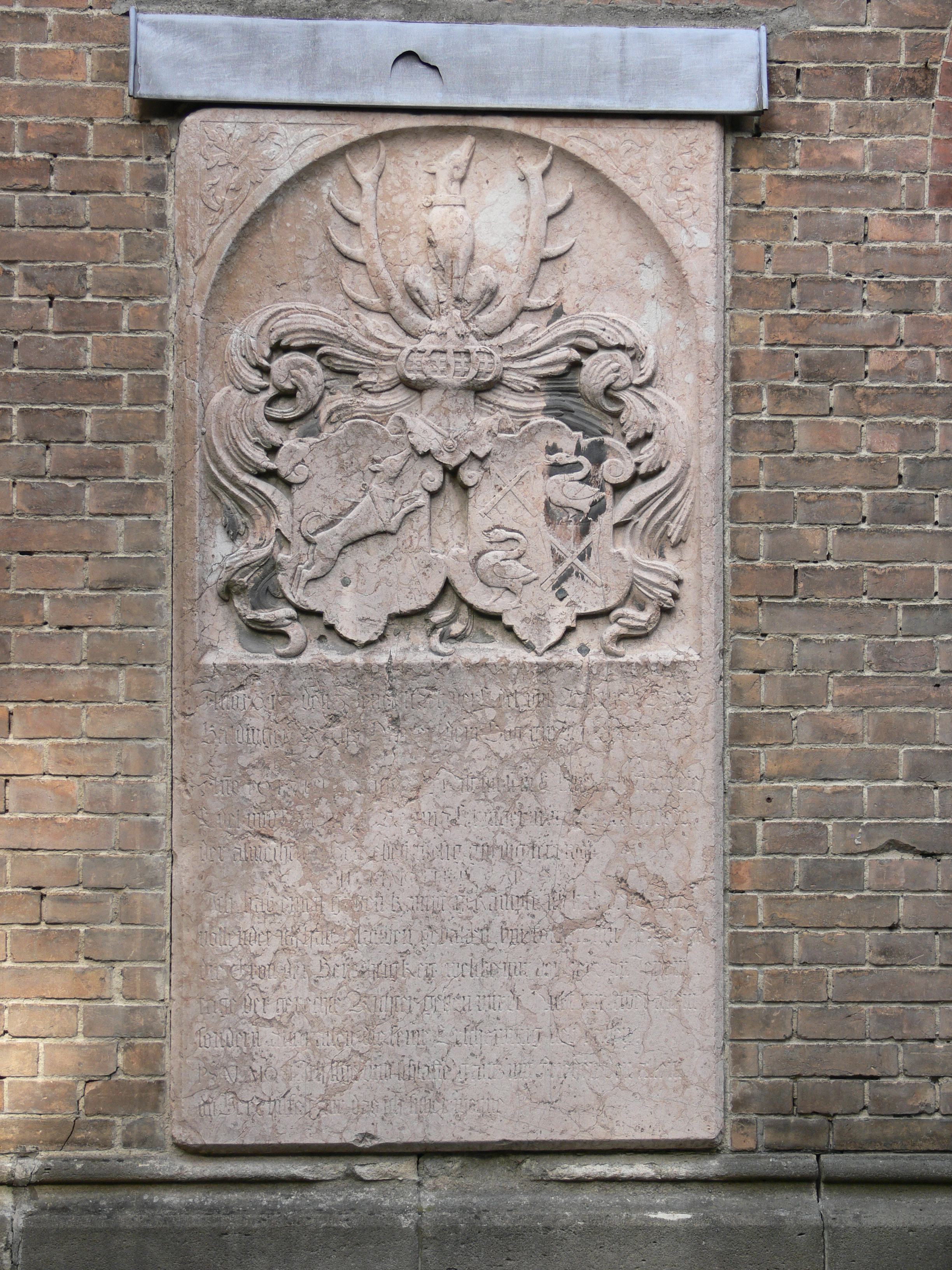
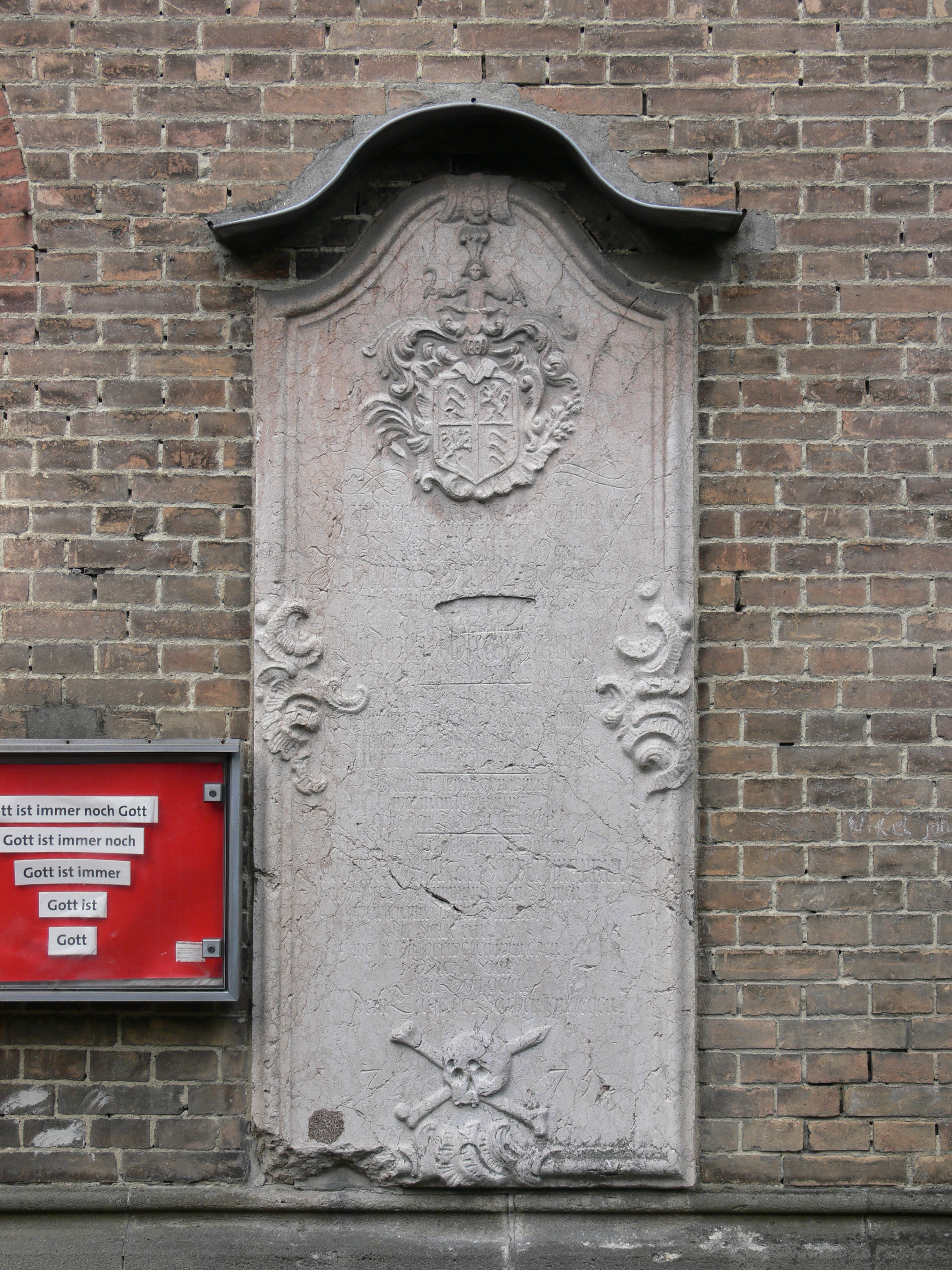
Johannes Häckhel